# Botho Strauß
Botho Strauß (Naumburg, 2 dicembre 1944) è un drammaturgo e scrittore tedesco.

## Biografia
Studia a Colonia e a Monaco di Baviera, intraprendendo studi di germanistica, sociologia e teatro, che lo portano a concepire una visione pessimistica dell'individuo come essere isolato, riflessa nelle sue opere.
Inizia a produrre le proprie opere (romanzi e drammi) dai primi anni settanta del novecento dopo un intenso lavoro di traduzione dei classici come Henrik Ibsen, Eugène Labiche e Maksim Gor'kij. Fondamentale sarà per lui il periodo di formazione accanto al regista teatrale Peter Stein dal 1970 al 1975; insieme collaborano alla scrittura e alla regia teatrale di opere storiche, dando vita al collettivo denominato la "Schaubühne" a Berlino Ovest, fucina di idee in cui artisti come Bruno Ganz, Ute Lemper, Edith Clever autogestiscono la loro esperienza teatrale. Nello stesso periodo diviene anche redattore della rivista Theater heute, importante pubblicazione tedesca del settore.
Nel 1972 produce lo scarsamente apprezzato Die Hypocondern (Gli ipocondriaci). Nel 1975 presenta al pubblico Trilogie des Widersehens (Trilogia del rivedersi), nella quale denuncia il nascondersi delle identità dietro la stereotipia borghese, che vanifica ogni processo di comunicazione ed identificazione dell'individuo stesso, portandolo quasi all'irrealtà dell'esistenza.
Fautore di un "teatro mentale" o di "teatro della coscienza", popola i suoi drammi di personaggi destinati all'incomunicabilità e alla chiusura.

## Opere
- Die Hypochonder (Gli ipocondriaci) (1972)
- Bekannte Gesichter, gemischte Gefühle (Visi noti, sentimenti confusi) (1974)
- Marlenes Schwester (La sorella di Marlene) (1975)
- Trilogie des Wiedersehens (Trilogia del rivedersi) (1976)
- Die Widmung (La dedica) (1977)
- Groß und Klein (Grande e piccolo) (1978)
- Rumor (Baccano) (1980)
- Kalldewey, Farce (Kalldewey, farsa) (1981)
- Paare, Passanten (Coppie, passanti) (1981)
- Der Park (Il parco) (1983) – da Sogno di una notte di mezza estate di William Shakespeare
- Der junge Mann (1984)
- Diese Erinnerung an einen, der nur einen Tag zu Gast war
- Die Fremdenführerin (La guida) (1986)
- Das Sparschwein (1987)
- Niemand anderes (1987)
- Molières Misanthrop (1987)
- Versuch, ästhetische und politische Ereignisse zusammenzudenken (1987)
- Besucher (Visitatore) (1988)
- Sieben Türen (1988)
- Kongress. Die Kette der Demütigungen (1989)
- Über Liebe (1989)
- Die Zeit und das Zimmer (Il tempo e la stanza) (1989)
- Schlusschor (Coro finale) (1991)
- Angelas Kleider (I vestiti di Angela) (1991)
- Beginnlosigkeit, (1992); trad. it. di E. Bernardi: L'inizio perduto, Mimesis, Milano-udine (2014)
- Das Gleichgewicht (L'equilibrio) (1993)
- Wohnen, Dämmern, Lügen (1994)
- Ithaka (Itaca) (1996)
- Die Fehler des Kopisten (1997)
- Der Kuss des Vergessens (1998)
- Die Ähnlichen (1998)
- Der Gebärdensammler (1999)
- Der Narr und seine Frau heute abend in Pancomedia (2001)
- Die Nacht mit Alice, als Julia ums Haus schlich (2003)
- Der Untenstehende auf Zehenspitzen (2004)
- Schändung (2005) – dal Tito Andronico di William Shakespeare
- Die eine und die andere (2005)
- Nach der Liebe beginnt ihre Geschichte (2005)
- Mikado (2006)
- Der Mittler (con Neo Rauch) (2006)
- Die Unbeholfenen. Bewußtseinsnovelle (2007)

## Riconoscimenti
- 1977 Förderpreis zum Schiller-Gedächtnispreis
- 1981 Großer Literaturpreis der Bayerischen Akademie der Schönen Künste
- 1982 Mülheimer Dramatikerpreis
- 1987 Jean-Paul-Preis
- 1989 Georg-Büchner-Preis
- 1993 Theaterpreis Berlin
- 2001 Lessing-Preis der Freien und Hansestadt Hamburg
- 2007 Schiller-Gedächtnispreis